# Yasmin Benoit
Yasmin Benoit, née le 10 juin 1996, est une mannequin, militante et écrivaine anglaise. Elle œuvre pour la visibilité de l'asexualité, de l'aromantisme et des personnes de couleur LGBTQIA+. Elle est également mannequin pour des marques de lingerie alternative,,. Selon le magazine Aislin, dans « La branche alternative à prédominance blanche du mannequinat, [Yasmin Benoit est] devenu l'un des modèles alternatifs noirs les plus importants du Royaume-Uni ».

## Enfance et études
Yasmin Benoit est née à Reading dans le comté de Berkshire. Elle est d'origine trinidadienne, jamaïcaine et barbadienne. Elle fréquente la Reading Girls' School (en) et le Padworth College (en).
Elle obtient ensuite un Bachelor of Science en sociologie de l'Université St Mary de Twickenham (en) et d'un master de sciences en sciences criminelles à l'University College de Londres.
Dès ses neuf ans, Yasmin Benoit sait qu'elle ne ressent d'attirance romantique ou sexuelle pour personne, même si elle n'a pas de mot spécifique à mettre sur ce ressenti,. Cela explique son choix de fréquenter une école réservée aux filles : elle estime que l'absence de garçons réduirait les discussions sur la sexualité et les relations amoureuses,. Yasmin Benoit déclare qu'elle « a fait une terrible erreur » à ce sujet car cela a en fait augmenté la probabilité que ces discussions aient lieues. Ses camarades de classe l'ont accusée d'être homosexuelle ou d'être victime d'abus sexuels sur des enfants parce qu'elle ne comprenait pas leur enthousiasme à parler de ce sujet,.
Yasmin Benoit découvre l'asexualité lorsqu'elle est au lycée. Cependant, elle ne la revendique pas avant d'avoir interagi avec d'autres personnes asexuelles en ligne et commencé à militer.

## Carrière
Yasmin Benoit débute le mannequinat à 16 ans et se concentre sur la mode alternative malgré l'accent mis par l'industrie sur les normes de beauté eurocentriques. Elle se fait connaître pour la première fois en 2015 avec la marque écossaise CRMC.
Ses collaborations suivantes incluent les marques Love Sick London, Dethkult Clothing, Seduced By Lilith, Kuki London, Pin Up Girl Clothing et Teen Hearts,. En mars 2018, Yasmin Benoit travaille avec la marque de mode gothique afro-américaine Gothic Lamb.
Elle apparaît dans un documentaire de la BBC Three sur l'asexualité mais, par la suite, elle le critique, estimant que le documentaire présente mal l'asexualité. Elle apparaît ensuite en février 2019 dans un documentaire sur l'asexualité de Sky News.
Elle déclare à Sky News en parlant de son travail de mannequin de lingerie en tant qu'asexuelle : « Je suis littéralement ici pour montrer les vêtements et les rendre beaux. Je n'essaie pas de me vendre, j'essaie de vendre un produit ».
Yasmin Benoit écrit pour plusieurs journaux, dont l'édition anglaise du Huffington Post. Elle donne aussi des conférences dans différentes universités dont l'Université de Cambridge et le King's College de Londres. Elle participe également à des évènements comme la UK Asexuality Conference en 2018, Reading Pride, ou encore National Student Pride.
En janvier 2019, Yasmin Benoit écrit un article pour le magazine Qwear Fashion dans lequel elle crée le hashtag #ThisIsWhatAsexualLooksLike. Dans son interview avec le journal irlandais Sunday Independent, elle explique que la création de ce hashtag est une réponse aux personnes qui lui ont dit qu'elle n'avait pas « l'air » asexuelle après son coming out. Elle encourage les autres personnes du spectre asexuel à utiliser son hashtag pour montrer la diversité de la communauté asexuelle et lutter contre la sous-représentation de la communauté dans les médias,,. Un compte Instagram, ThisIsWhatAsexualLooksLike, a été créé pour partager les contributions faites sur ce hashtag. Il est suivi par Yasmin Benoit[pertinence contestée].
Yasmin Benoit collabore avec l'AVEN (en) (AVEN), Budweiser et Revolt London pour l'organisation du premier évènement festif consacré à l'asexualité lors de la Pride de Londres en 2019.
La même année, elle défile au London Queer Fashion Show. En octobre, elle rejoint le conseil d'administration d'AVEN.
Yasmin Benoit devient la première femme ouvertement asexuelle à apparaître sur la couverture d'un magazine britannique avec la couverture du magazine Attitude de décembre 2019 sur le thème The Activists,.
Début 2020, Yasmin Benoit interviewe des personnes asexuelles sur l'influence de l'asexualité sur leur vie quotidienne en collaboration avec England Unwrapped. L'épisode est d'abord diffusé sur BBC Radio Berkshire et sera ensuite disponible sur BBC Sounds[pertinence contestée].
Avec AVEN et d'autres militants, Yasmin Benoit annonce en février 2021 le lancement de la « Journée internationale de l'asexualité » qui a lieu pour la première fois le 6 avril 2021.
Yasmin Benoit devient la première militante asexuelle à remporter un Attitude Pride Award du magazine Attitude en juin 2021.
Le 6 avril 2022, à l'occasion de la Journée Internationale de l'asexualité 2022, elle lance avec l'association britannique Stonewall une enquête nationale pour étudier les expériences, besoins et priorités des asexuels britanniques. Cette étude se concentrera sur l'accès à l'emploi, la santé et l'éducation supérieure.

## Vie personnelle
Yasmin Benoit est asexuelle et aromantique. Elle fait son coming-out dans une vidéo sur YouTube en 2017 intitulée Things Asexual Girls Don't Like to Hear, qui marque le début de son parcours militant.
Elle déclare à ce sujet au magazine The Noopebook en mars 2019 : « Je ne suis peut-être pas les quatre premières lettres, mais je ne me rapporte pas à l'expérience hétérosexuelle ».
Yasmin Benoit parle librement de ses expériences en tant que mannequin de lingerie asexuelle. Elle lutte également pour déconstruire les mythes et les stéréotypes dont sont victimes les personnes asexuelles et aromantiques, tout en promouvant la diversité des communautés asexuelles et aromantiques. Elle œuvre pour visibiliser ces voix.